# Ametralladora M240
La M240 (formalmente Ametralladora, 7,62 mm, M240) es una versión especial de la ametralladora de propósito general belga FN MAG hecha para el Ejército de Estados Unidos en los años 1970.
Desde entonces ha sido usada por las fuerzas estadounidenses, en gran parte por la infantería, vehículos terrestres, medios marinos y aéreos. A pesar de no ser la ametralladora más ligera en servicio, la M240 es conocida por su fiabilidad y por ser estandarizada como ametralladora de la OTAN.
Todas las variantes de la serie M240 son alimentadas por cinta desintegrable y son capaces de disparar varios tipos de cartuchos 7,62 × 51 mm OTAN. Todas comparten las mismas piezas internas, por lo que son intercambiables entre otras variantes de esta familia. Las diferencias radican en su peso y otras características. 
La M240 es fabricada por la división estadounidense de FN Herstal, una compañía belga que históricamente siempre fabricó armas para Estados Unidos.
La M240B y M240G son disparadas desde sus bípodes, el trípode M122A1 u otros tipos de montajes.
Entre 2015 y 2016, las Fuerzas Aeromóviles del Ejército de Tierra adquirieron M240s para sustituir a las M-60 D en los helicópteros CH-47D Chinook, que van a ser actualizados a la versión Foxtrot.

## Historia y diseño
La M240 fue elegida por los militares estadounidenses después de extensísimas pruebas y competencias. Reemplazó principalmente a la M60 y también a otras ametralladoras en posiciones coaxiales. Hoy día todavía se mantienen en uso, pero se están reemplazando paulatinamente.
Fabricado por Fabrique Nationale d'Herstal, el FN MAG fue elegido por el ejército de los EE. UU. para diferentes funciones después de grandes búsquedas y competencias en todo el mundo. La MAG es una ametralladora de propósito general alimentada por correa, operada por gas, enfriada por aire, servida por la tripulación . Su versatilidad se demuestra por su capacidad para ser disparado con eficacia desde su bípode integral, montado en un trípode, en vehículos terrestres, embarcaciones y aeronaves.
Fue adoptado por primera vez por el Ejército de los EE. UU. en 1977, como un cañón de tanque coaxial , y lentamente fue adoptado para más aplicaciones en los años 80 y 90. El M240 y el M240E1 se adoptaron para su uso en vehículos. Esto condujo a una mayor adopción en más usos, especialmente para el ejército y la infantería del Cuerpo de Marines. Si bien posee muchas de las mismas características básicas que su predecesor, la durabilidad del sistema MAG da como resultado una confiabilidad superior en comparación con el M60 . El MAG en realidad tiene un sistema de gas más complejo que el M60, pero brinda una mayor confiabilidad combinada con menores requisitos de mantenimiento, aunque esto conlleva un mayor costo y peso de fabricación.
En comparación con otras ametralladoras, su clasificación de 26 000 disparos medios entre fallas (MRBF) es bastante alta para su peso: en la década de 1970, cuando se adoptó por primera vez, alcanzó alrededor de 7000 MRBF. No es tan confiable como algunos diseños antiguos muy pesados, pero es bastante confiable para su masa.

### Historia temprana: pruebas y adopción
La adopción de la MAG en EE. UU. tiene sus orígenes a fines de la década de 1960 y principios de la de 1970 como un proyecto para adquirir una nueva ametralladora de 7,62 mm montada coaxialmente para tanques para reemplazar las ametralladoras M73 y M219 que se usaban en ese momento. El M73 de la década de 1950 había sido bastante problemático, y el derivado M73E1/M219 no fue una gran mejora. Se consideraron varios diseños de la época de varios países; los dos candidatos finales fueron el M60E2 y el FN MAG, que se sometieron a pruebas exhaustivas junto con el antiguo M219 para comparar. 
Dos criterios principales analizados fueron "rondas medias entre paradas" (MRBS, fallas que pueden solucionarse en minutos) y "rondas medias entre fallas" (MRBF, como la rotura de una pieza). Los resultados para las ametralladoras evaluadas fueron los siguientes:
| Tipo                | Rondas disparadas | MRBS  | MRBF  |
| ------------------- | ----------------- | ----- | ----- |
| FN MAG 58           | 50,000            | 2,962 | 6,442 |
| M60E2               | 50,000            | 846   | 1,669 |
| M219                | 19,000            | 215   | 1,090 |
| Mínimo especificado |                   | 850   | 2,675 |
| mínimo deseado      |                   | 1,750 | 5,500 |

El FN MAG en sí experimentó algunas mejoras y el M60E2 era una variante coaxial especializada que difería de algunos de los otros tipos. Las calidades de las variantes del M60 varían considerablemente, como entre el M60E4 y el M60C. El claro ganador fue el MAG, que fue designado como M240 en 1977 después de la competencia militar.
La M240 fue adoptada como la ametralladora estándar para vehículos del Ejército de EE. UU. en 1977. El Cuerpo de Marines de los Estados Unidos también adoptó la M240 y la M240E1 para su uso en vehículos como el LAV-25 . Luego pasó a reemplazar muchos tipos más antiguos de ametralladoras de vehículos en la década de 1980. Los SEAL de la Marina de los EE. UU. continuaron usando la versión "CAR-60" ( M60E3 ) de la Ametralladora M60 debido a su peso más liviano y su velocidad de disparo más lenta, lo que permite una duración de disparo más efectiva con los niveles permitidos de munición transportada. [ cita requerida ]
El M240 demostró ser lo suficientemente popular como para que la infantería lo adaptara más tarde, como M240G y M240B. El USMC adoptó el M240G para esta función en 1991, donde no solo reemplazó los M60 originales utilizados por la infantería del Cuerpo de Marines, sino también el M60E3 mejorado que los Marines habían comenzado a usar en la década de 1980. A fines de la década de 1990, el Ejército adoptó el M240B para la función de infantería: habían considerado el M60E4, que (aunque más liviano y económico) no ofrecía similitudes con el M240 transportado por vehículos, otros usuarios de FN MAG dentro de la OTAN o el USMC .
Las diversas versiones del M240 no han reemplazado por completo a todas las versiones del M60, aunque lo han hecho para la mayoría de las aplicaciones y funciones principales. El  M60 todavía es, en algunos casos, utilizado por la Marina.

### Solicitud militar 2022
En marzo de 2022, el ejército de los Estados Unidos tiene una solicitud en curso para un kit de conversión de ametralladora M240 de 6,8 × 51 mm para modificar las ametralladoras de uso general M240B y M240L con cámara OTAN de 7,62 × 51 mm  para disparar la munición de 6,8 × 51 mm

## Operación

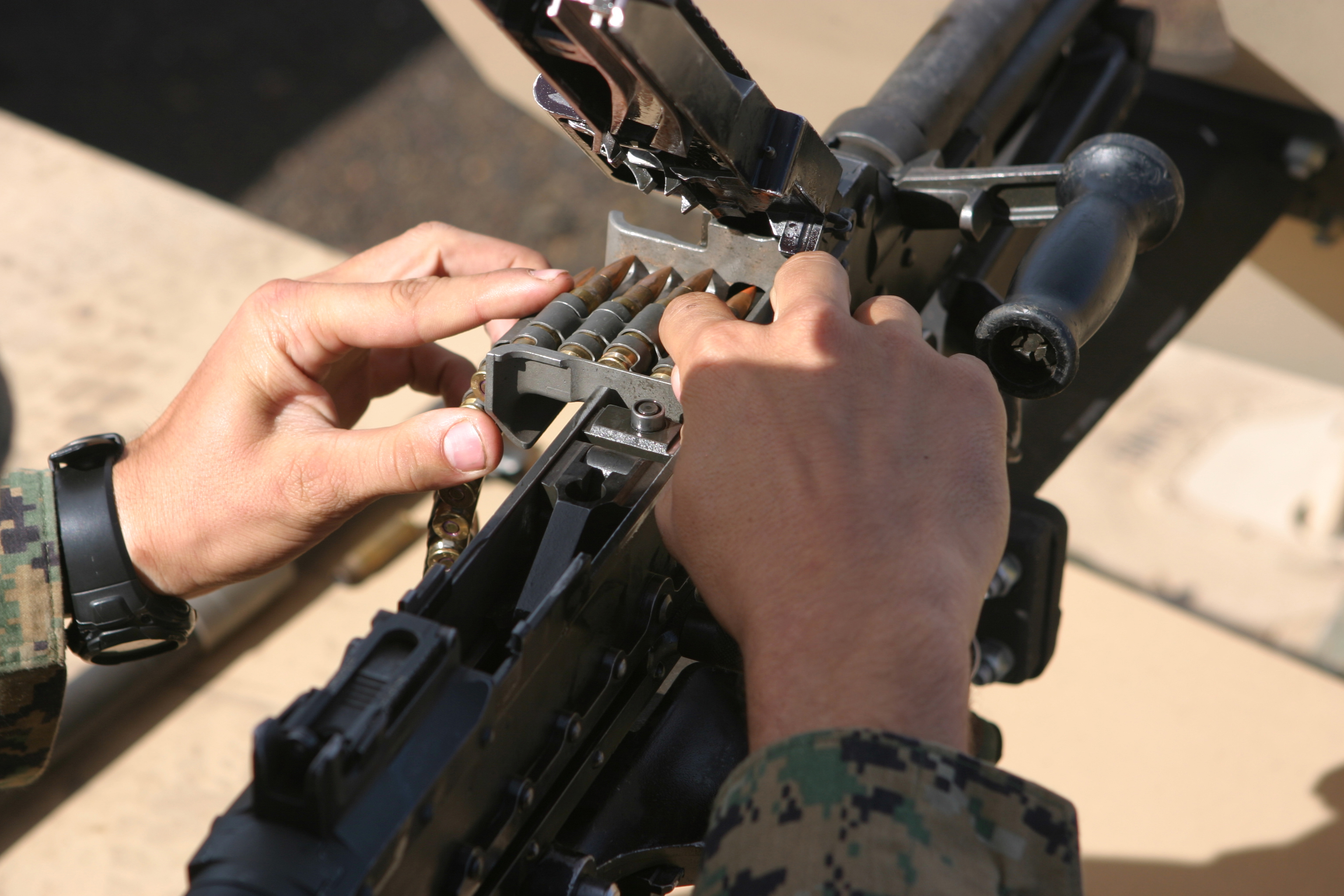
Un marine estadounidense inserta un cinturón de municiones en la bandeja de alimentación del M240G

El arma dispara desde la posición de cerrojo abierto, lo que significa que el cerrojo se mantiene hacia atrás y solo se mueve hacia adelante cuando dispara una ronda. El percutor es estático y el cerrojo se mueve alrededor del percutor, evitando la necesidad de un martillo. Se utiliza un fiador para cronometrar los mecanismos internos del arma para proporcionar una velocidad de disparo constante, lo que garantiza el funcionamiento y la precisión adecuados.
La velocidad de disparo puede controlarse mediante tres configuraciones diferentes del regulador de gas. La primera configuración permite que el arma realice un ciclo de 650 a 750 disparos por minuto, la segunda configuración es de 750 a 850 disparos por minuto y la tercera configuración es de 850 a 950 disparos por minuto. Estos ajustes se cambian desmontando el cañón, quitando el collar del regulador de gas y girando el regulador de gas para permitir que más o menos gas se mueva a través del sistema del arma. Por lo general, se realiza solo cuando es necesario para que el arma vuelva a funcionar después de que el ensuciamiento haya causado un funcionamiento lento y no haya tiempo para limpiar el arma adecuadamente.
Los cañones se pueden intercambiar rápidamente, gracias a un botón de liberación del cañón ubicado en el lado izquierdo del arma. El arma se borra primero y luego se mantiene presionado el botón, mientras que el mango de transporte del cañón se mueve desde el lado derecho del arma hacia el centro, desbloqueándolo del receptor. En este punto, se suelta el botón y luego se saca el cañón del receptor y se coloca a un lado. El nuevo cañón se inserta en el receptor y luego el asa de transporte se desplaza hacia la derecha, bloqueándolo en su lugar.
Durante disparos prolongados, los cañones pueden calentarse lo suficiente como para infligir quemaduras de segundo grado al instante sin volverse visiblemente diferentes.

## Variantes
El nombre del fabricante del arma es MAG 58 . El M240 se adhiere a las especificaciones FN MAG -58, lo que permite intercambiar piezas con otros MAG-58 estándar. Esto tiene ventajas significativas en entrenamiento, apoyo logístico, versatilidad táctica y operaciones conjuntas. Por ejemplo, una unidad estadounidense con tropas británicas adjuntas podría suministrar piezas de repuesto para sus GPMG L7 y viceversa.

### M240, M240E1 y M240C

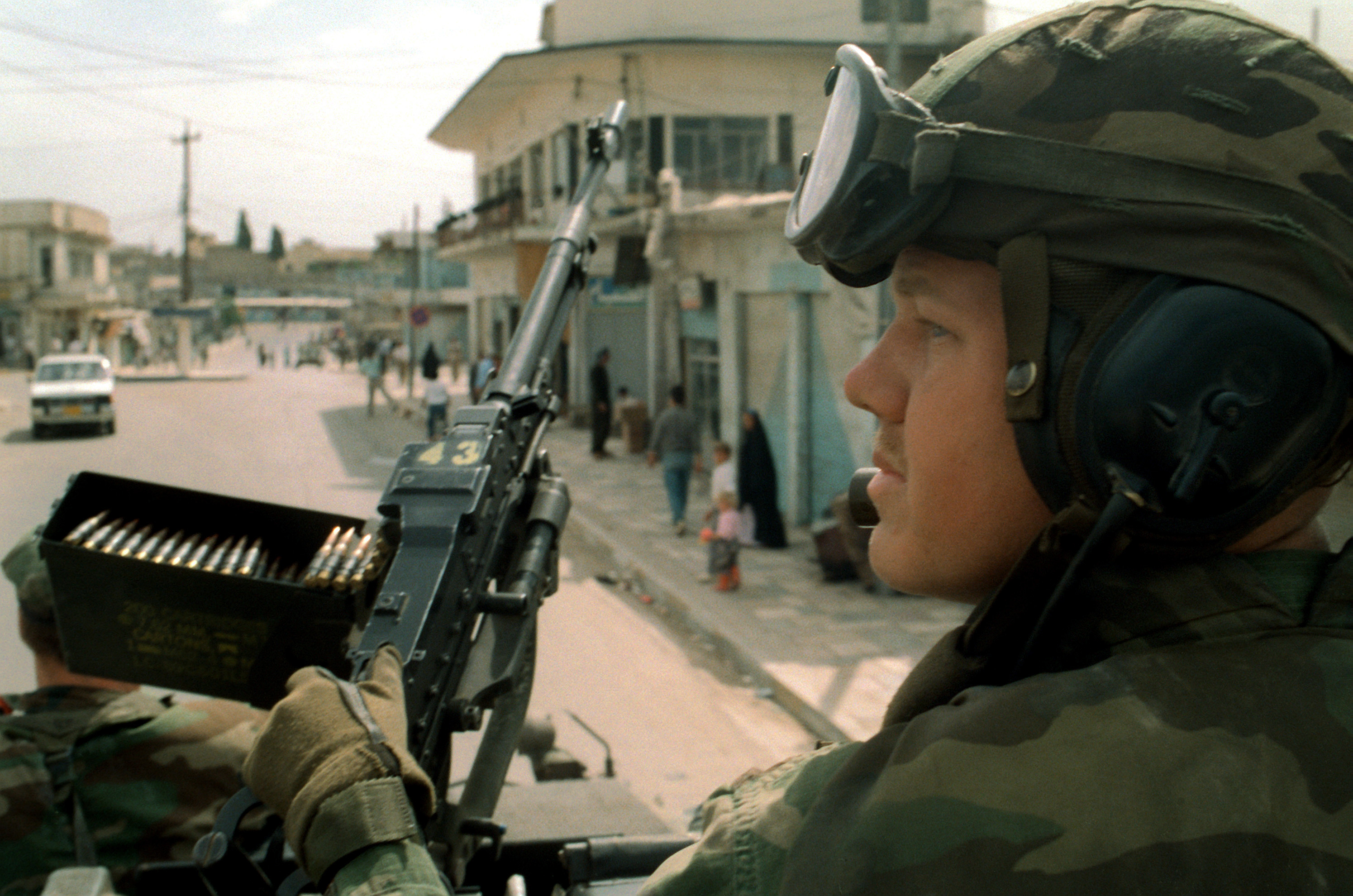
Variante M240E1 montado en un LAV-25

La M240 está adaptada como ametralladora coaxial para tanques y potencia de fuego de 7,62 mm en vehículos blindados ligeros. El M240 es parte del armamento secundario en el tanque Abrams de la serie M1 del Ejército de EE. UU., el vehículo de combate Bradley de la serie M2/M3 y el LAV-25 del Cuerpo de Marines de EE. UU.
La M240E1 es la versión del Cuerpo de Marines de EE. UU. de la ametralladora M240 coaxial/montada en pivote original que se usa en vehículos como el LAV-25. También se puede equipar con empuñaduras de pala para un uso flexible, como las del M240D.
El M240C es la variante derecha del coaxial original (instalado junto al arma principal) M240, es idéntico al M240 excepto por la cubierta de municiones y la bandeja de alimentación. Tiene un avance a la derecha para usar en el vehículo de combate Bradley M2/M3 y LAV como ametralladora coaxial. Se alimenta desde la izquierda en los tanques M1 Abrams y otras variantes M1 (M1A1, M1A2, M1A2 SEP). El M240C usa un cable de carga en lugar de un mango de carga, tiene una empuñadura de pistola cortada y tiene un conjunto de paleta especial que permite accionar el gatillo por medio de un solenoide. Dado que la ametralladora no está diseñada para ser manipulada durante el uso, el cañón está completamente expuesto y debe manipularse con guantes de asbesto durante los cambios de cañón.
La velocidad de disparo del M240, M240E1 y M240C se puede controlar mediante tres configuraciones diferentes del regulador de gas;
- La primera configuración permite que el arma tenga una velocidad de disparo cíclica de alrededor de 650 a 750 disparos por minuto.
- La segunda configuración permite que el arma tenga una velocidad de disparo cíclica de alrededor de 750 a 850 disparos por minuto.
- La tercera configuración permite que el arma tenga una velocidad de disparo cíclica de alrededor de 850 a 1235 disparos por minuto.

### M240B

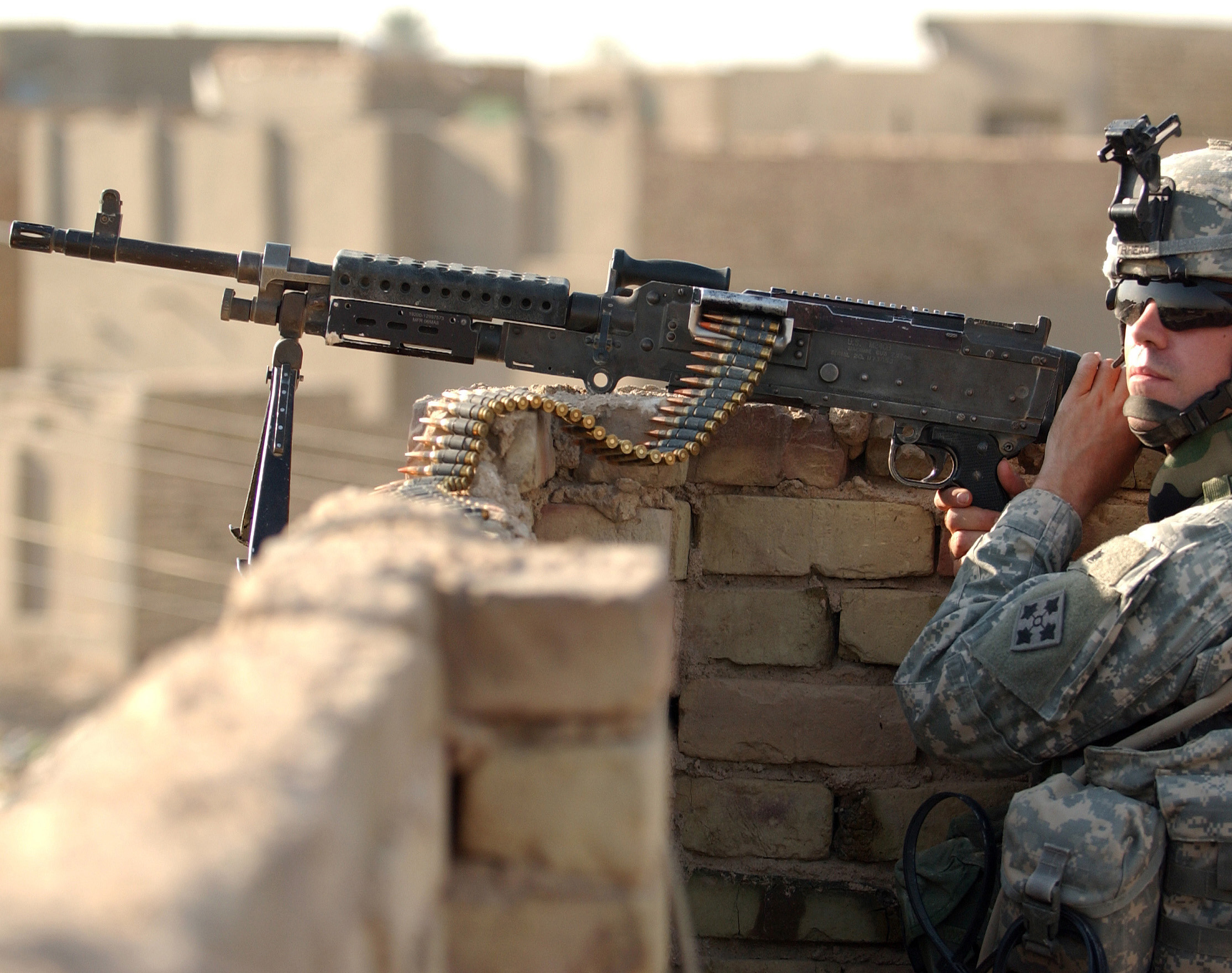
Un M240B en uso por un soldado del ejército de EE. UU

La M240B (anteriormente llamada M240E4) es la ametralladora mediana de infantería estándar del Cuerpo de Marines de EE. UU. La Marina y la Guardia Costera de los EE. UU . también utilizan el sistema de armas, y algunas unidades del Ejército de los EE. UU. lo siguen utilizando. Viene configurado para combate terrestre con culata y bípode, aunque también se puede montar en trípode, vehículos terrestres, aviones, a bordo de barcos y botes pequeños. Casi siempre se le llama "M240 Bravo " o simplemente "240" verbalmente.
El M60E4 (Mk 43 designado por la Armada) se enfrentó al M240E4 (designación anterior del M240B) en las pruebas del Ejército durante la década de 1990 para una nueva ametralladora mediana de infantería, en una competencia para reemplazar los M60 de décadas. El M240E4 ganó y luego se clasificó como M240B . Esto llevó a que se enviaran 1,000 M240 existentes a FN para una revisión y un kit especial que los modificó para su uso en tierra (como un stock, un riel, etc.). Esto condujo a contratos de adquisición a fines de la década de 1990 para el nuevo M240B. Sin embargo, se agregó una nueva característica, un sistema de amortiguación hidráulica para reducir el retroceso del fieltro como se incorporó en el M60. [ cita requerida ]Si bien la M240B había sido más confiable en las pruebas, pesaba unas pocas libras más que la M60E4, lo que condujo al desarrollo de la ametralladora M240L más liviana . El Army M240 convertido a la configuración M240B no debe confundirse con la gran cantidad de M240/E1 convertidos a la configuración M240G para la Infantería de Marina.
Las principales diferencias entre las dos variaciones de ametralladora son el sistema de riel Picatinny , el amortiguador hidráulico dentro de la culata para reducir la cantidad de retroceso que siente el artillero y la cantidad de configuraciones de gas en el tapón del regulador de gas. La M240G tiene tres configuraciones de gas, lo que permite que la ametralladora tenga una cadencia de fuego de entre 650 y 950 disparos por minuto, según la configuración seleccionada, mientras que la M240B solo tiene una configuración, lo que restringe la cadencia de disparo a entre 550 y 650 disparos por minuto. El puerto de gas más pequeño que se usa en el M240B reduce la velocidad de disparo, lo que aumenta la longevidad de la ametralladora al reducir las tensiones en la acción. Un efecto secundario es un arma que no disparará cuando esté extremadamente sucia ya que se reduce la energía en el pistón.
El M240B se está probando con una nueva culata ajustable que puede reemplazar la culata actual del M240B. El M240L más ligero ha comenzado a reemplazar al M240B en el servicio del Ejército de EE. UU. El Cuerpo de Marines está observando el progreso del M240L, pero cree que es demasiado caro para su adopción. En cambio, el cuerpo busca actualizar el cañón M240 de varias maneras, incluidos los revestimientos de fibra de carbono, nuevas aleaciones o revestimientos de cerámica, para aligerar y fortalecer el cañón. El objetivo sería un barril que no necesitaría ser cambiado, pesaría lo mismo, pero disminuiría la retención de calor, disminuiría la deformación y eliminaría la cocción. También están interesados en incorporar un supresoren el cañón, en lugar de tener que colocar uno, para reducir el sonido de los disparos y dificultar la determinación de dónde se encuentra el artillero.

### M240D
El M240D es una actualización del M240E1, principalmente en la adición de un riel óptico en la cubierta del receptor. Tiene dos configuraciones posibles: avión y egreso (tierra). En la configuración de aeronave, el M240D tiene una mira delantera y trasera y un grupo de disparo que acomoda el dispositivo de empuñadura de pala, mientras que la configuración de tierra implica la instalación de un paquete de salida o "kit de modificación de infantería", que está diseñado para proporcionar al personal de la tripulación aérea derribada. con mayor potencia de fuego. El paquete de salida contiene un ensamblaje de culata, un ensamblaje de amortiguador, un ensamblaje de bípode y un ensamblaje de gatillo convencional.
El conjunto del cañón contiene un regulador de gas de tres posiciones. La primera configuración permite que el arma realice un ciclo de 650 a 750 disparos por minuto, la segunda configuración de gas permite que el arma realice un ciclo de 750 a 850 disparos por minuto y la tercera configuración permite que el arma realice un ciclo de 850 a 950 disparos por minuto.
La aeronave configurada M240D pesa 25,6 lb (11,6 kg) y mide 42,3 pulgadas (1074,42 mm) de largo, mientras que la configuración de salida pesa 26,2 lb (11,9 kg) y mide 49 pulgadas (1244,6 mm) de largo.

### M240H
El M240H (anteriormente designado como M240E5) es una mejora del M240D, el M240H presenta una cubierta de alimentación equipada con rieles, un supresor de destello mejorado y se ha configurado para que se pueda convertir más rápidamente al estándar de infantería usando un kit de salida. El M240H tiene una longitud total de 41,6 pulgadas (1056,6 mm) con un cañón de 21,7 pulgadas (551,2 mm) y pesa 26,3 libras (11,9 kg) vacío, y tiene una velocidad de disparo cíclica de alrededor de 550 a 650 disparos por minuto. El M240H entró en servicio en 2004 en helicópteros del Ejército de EE. UU. Está equipado con empuñaduras de pala dobles y sistemas de gatillo activados con el pulgar, y se puede convertir rápidamente para uso de infantería desmontada a través de un kit de componentes de salida que incluye un bípode y un módulo de gatillo de empuñadura de pistola convencional.

### M240N
El M240N está diseñado con miras delantera y trasera, y está configurado específicamente para montarse en embarcaciones. Es similar al M240G, pero carece del bípode integral. También utiliza el amortiguador hidráulico del M240B y presenta la velocidad de disparo cíclica más baja del M240B, que es de alrededor de 550 a 650 disparos por minuto.

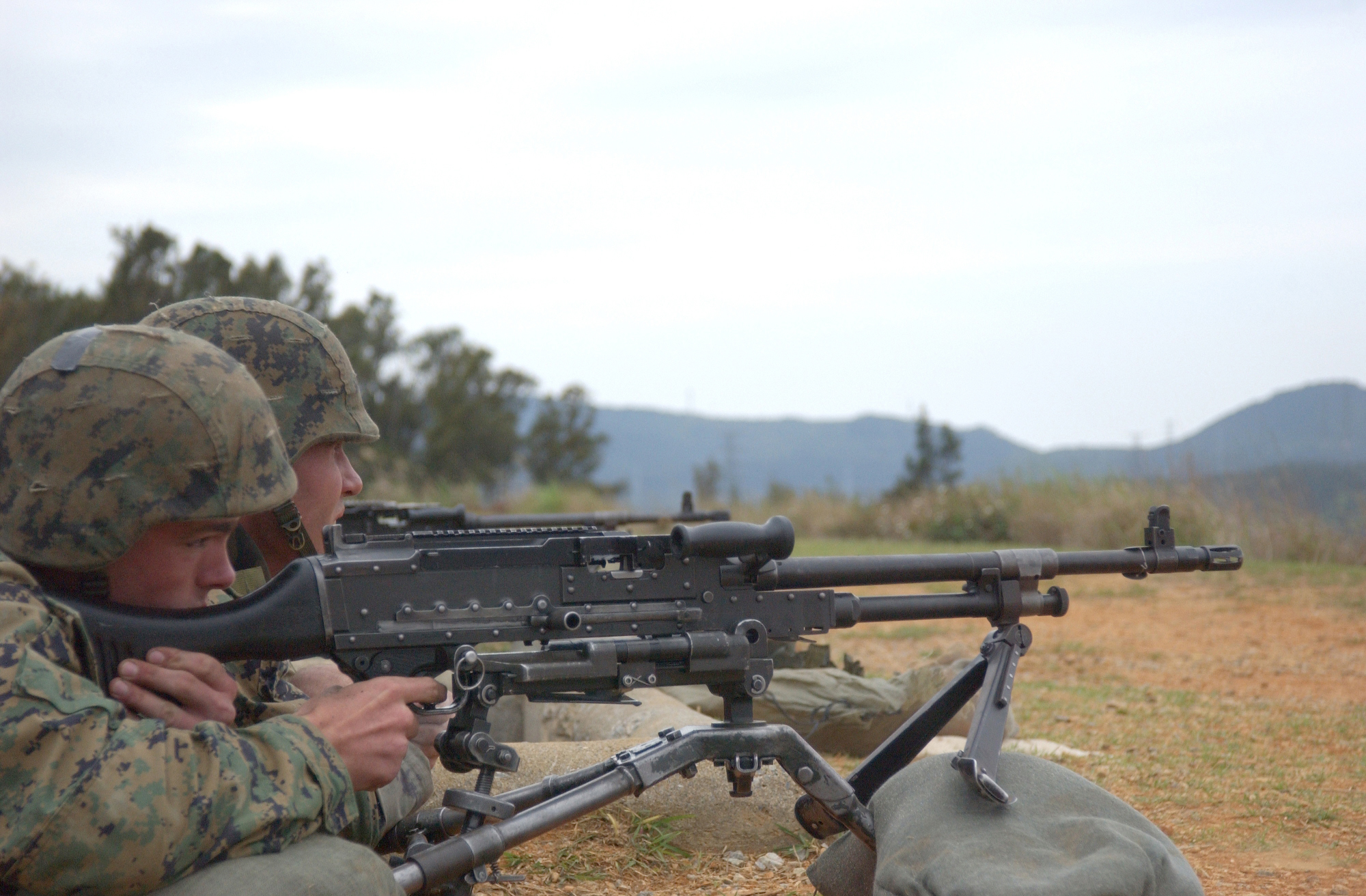
Marines con M240G montado en un trípode

### M240G
El M240G permite la uniformidad en todo el Cuerpo de Marines, ya sea que el arma se use en una función de infantería, vehicular o aerotransportada. La M240G es la versión terrestre de la M240 o M240E1 original, un arma de clase media de 7,62 mm diseñada como una ametralladora coaxial/montada en pivote para tanques y LAV. El M240G se puede modificar para uso en tierra mediante la instalación de un "kit de modificación de infantería" (un supresor de flash , punto de mira, asa de transporte para el cañón, una culata, empuñadura de pistola de longitud de infantería, bípode y conjunto de mira trasera). El M240G carece de un protector térmico frontal y, como tal, es unas pocas libras más liviano que el M240B, con un peso de 25,6 lb (11,6 kg). La velocidad de disparo del M240G se puede controlar mediante tres configuraciones de gas. En el ajuste de gas uno, el arma disparará a 650-750 disparos por minuto, en el ajuste de gas dos, el arma disparará a 750-850 disparos por minuto, y en el ajuste de gas tres, el arma disparará a 850-950 disparos por minuto. El tamaño del puerto de gas aumenta, lo que da como resultado una mayor energía que se entrega a la acción. El uso en configuraciones altas induce tensiones adicionales en la acción y da como resultado una vida útil más corta del arma. Le da al operador la capacidad de ajustar el sangrado de gas a la acción.

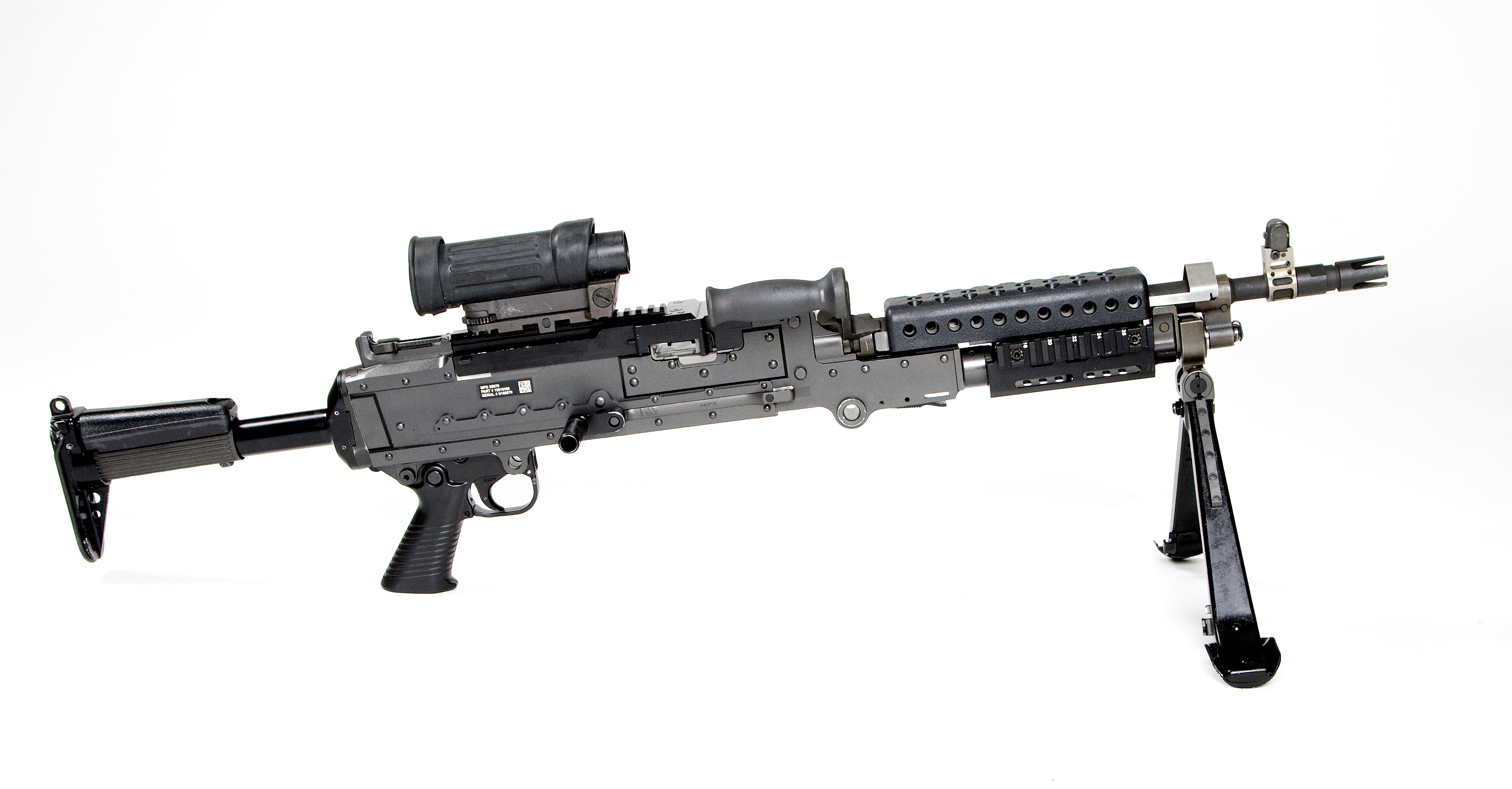
M240L de cañón corto y peso reducido, la variante más nueva en servicio

### M240L
El M240L (M240 Lima), anteriormente M240E6, es el producto del programa de reducción de peso M240B que reduce el peso del M240B existente en 5,5 lb (2,5 kg). Para lograr un ahorro de peso del 18 %, el M240L incorpora una construcción de titanio y métodos de fabricación alternativos para fabricar los componentes principales. Las mejoras resultantes redujeron la carga de combate del soldado al tiempo que permitieron un manejo y movimiento más fácil del arma. El M240L puede reemplazar al M240B en el servicio del Ejército de EE. UU. Fue clasificado tipo en el cuarto trimestre del ejercicio fiscal 2010.
Se usó titanio para hacer el cuerpo del receptor, el poste de la mira delantera y el asa de transporte mientras se mantenían los componentes del sistema operativo de acero. La fabricación tuvo que ajustarse porque el titanio tarda más en mecanizarse que el acero y requiere un reemplazo más frecuente de las brocas de herramientas; Se usaron remaches de acero inoxidable más flexibles, y el receptor se recubrió con revestimientos de nitruro de carbono de boro y cromo con una capa superior a base de cerámica para preservarlo bajo temperaturas de funcionamiento extremas. El M240L pesa 22,3 lb (10,1 kg) con un cañón de longitud estándar y culata estándar, y pesa 21,8 lb (9,9 kg) con un cañón más corto y culata plegable. El cañón corto es 4 pulgadas (102 mm) más corto que un cañón M240 estándar, y con la culata plegable, el M240L se puede hacer 7 pulgadas (178 mm) más corto. La variante más pequeña y liviana del M240L es el M240P. El ejército compró inicialmente 4.500 M240L y planea comprar 12.000 en total. Aunque la M240L tiene buena confiabilidad, todavía es pesada para una ametralladora mediana.
Especificaciones de la ametralladora mediana M240L de 7,62 mm (ligera):
- Operación: Operado por gas (totalmente automático).
- Sistema de alimentación: Eslabón de desintegración estándar de la OTAN alimentado por correa.
- Longitud: 1230 mm (48,5 pulgadas) con el cañón estándar y 1130 mm (44,5 pulgadas) con el cañón corto.
- Longitud del cañón: 551,18 mm (21,7 pulgadas).
- Peso: 10,1 kg (22,3 libras).
- Calibre: 7,62 mm (7,62 × 51 mm OTAN).
- Alcance efectivo máximo: 1100 metros con trípode y T&E (la última FM indica 1800 m).
- Alcance máximo: 3.725 metros.
- Quemado del trazador: 900 metros.
- Velocidad de disparo cíclica (amortiguador hidráulico): 550–650 disparos por minuto.

## Derivados

### Barrett 240LW
El programa Barrett 240LW (peso ligero) tiene sus raíces en el diseño de la solicitud original del Ejército de los EE. UU. de una ametralladora mediana M240 más liviana en 2010. El programa requería una versión mucho más liviana del M240, manteniendo el mismo diseño familiar de cerrojo abierto que el ametralladora es mundialmente conocida por. Esto se conoció formalmente como el Programa de Reducción de Peso M240B, o el M240E6. Los resultados de esa solicitud terminaron con la adopción del M240L por parte del Ejército de los EE. UU. Al producir el receptor de titanio, en lugar de acero, FN brindó una solución liviana al reducir el peso del M240B en 5.5 libras, o una reducción del 18 por ciento en el peso de la ametralladora original, lo que le dio un peso total de 22.3 libras. . El Lima está en servicio limitado con el Ejército de los EE. UU.
Aunque Barrett no participó en el programa de licitación, la compañía consideró que podía producir una reducción de peso equivalente mediante métodos de fabricación más eficientes en lugar de simplemente cambiar al receptor de titanio mucho más costoso. Además, la compañía destaca que la mayoría de las reservas mundiales de titanio provienen de Rusia y China . Si las relaciones entre Estados Unidos y estos países se deterioran, sería mucho más difícil encontrar fuentes de titanio. Por lo tanto, Barrett diseñó la serie 240LW, manteniendo el paquete de datos técnicos M240 estándar, mientras fabricaba el receptor de manera más eficiente.
La Barrett 240LW es una ametralladora de uso general capaz de montarse en un bípode, trípode, avión o vehículo. Es alimentado por correa, enfriado por aire, operado por gas, totalmente automático y dispara a cerrojo abierto. Cuenta con una culata ajustable con amortiguador hidráulico, trinquetes de alimentación, un cañón estriado de desmontaje rápido, un nuevo guardamanos con accesorios Keymod, un nuevo bípode de titanio de desmontaje rápido, asa de transporte ajustable, un receptor sin remaches y un regulador de gas de tres posiciones.
En 2020, Geissele Automatics adquirió el diseño del 240LW.
Especificaciones de la ametralladora mediana Barrett 240LW de 7,62 mm:
- Operación: Operado por gas (totalmente automático).
- Sistema de alimentación: Eslabón de desintegración estándar de la OTAN alimentado por correa.
- Calibre: 7,62 mm (7,62 × 51 mm OTAN).
- Peso: 9,1 kg (20,15 lb), sin carga.
- Alcance efectivo máximo y T&E: 1100 metros con trípode.
- Alcance máximo: 3.725 metros.
- Quemado del trazador: 900 metros.
- Velocidad de disparo cíclica: 550–600 disparos por minuto.

### Barrett 240LWS

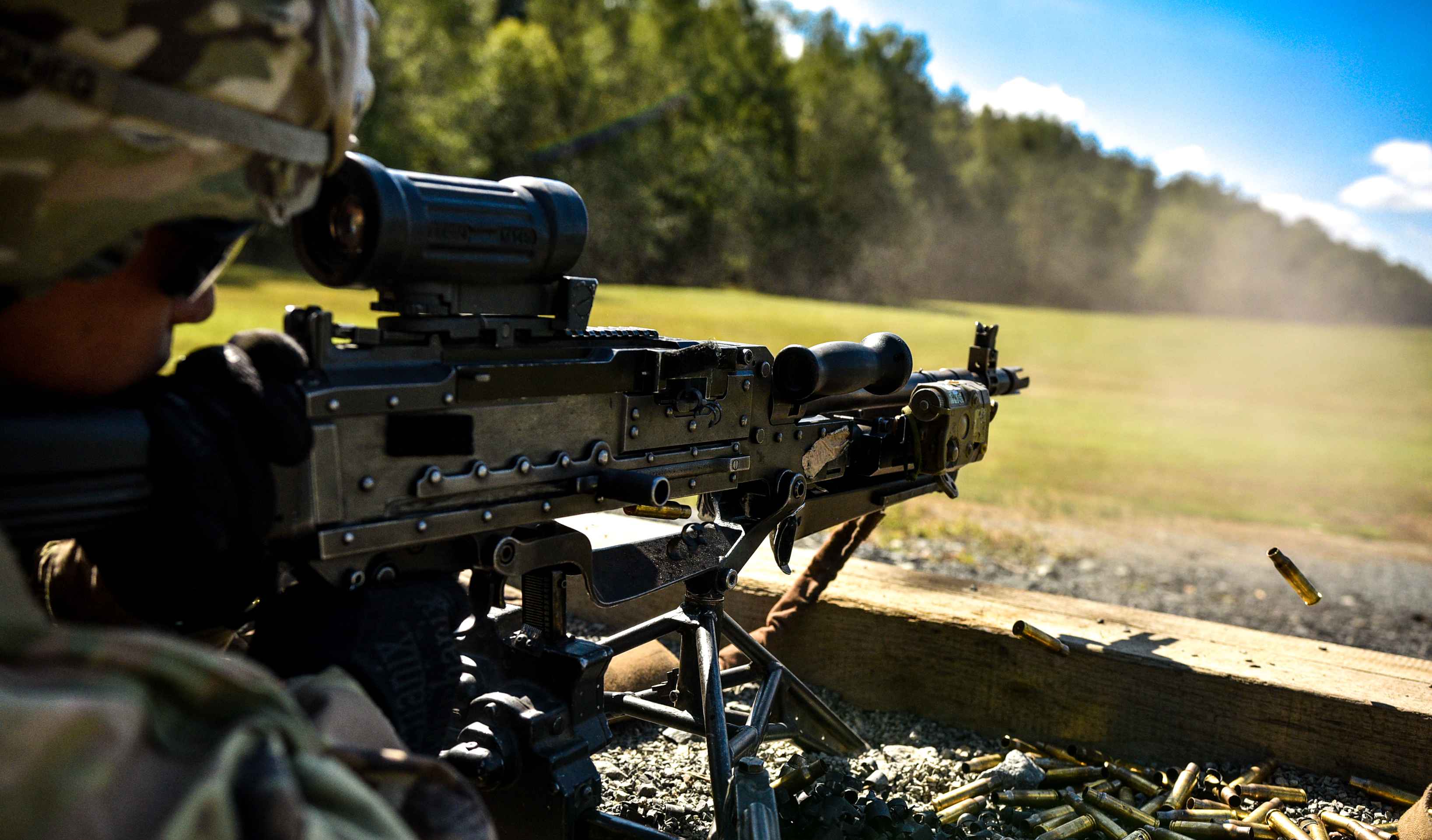
Disparo de M240

La ametralladora mediana Barrett 240LWS (Light Weight Short), accionada por gas, alimentada por correa, de cerrojo abierto, es una variante acortada de la 240LW. El concepto de diseño de esta variante es producir una ametralladora mediana viable que serviría en una capacidad de operaciones especiales, donde un pequeño equipo de operadores podría maximizar una ametralladora mediana al tenerla en un paquete más corto y liviano que su hermano mayor, el 240LW, o el equivalente M240B. Esto sigue los pasos de las ametralladoras medianas MK48 y M60E6 , también diseñadas para el papel de unidad pequeña. El Mk 48 es una variante de la  Ametralladora ligera M249., ampliado a cámara 7,62 × 51 mm OTAN; se ha encontrado con algunos problemas en su vida útil; nunca fue diseñado para ser una ametralladora de propósito general, mientras que el M60E6 posiblemente llegó demasiado tarde para marcar la diferencia en la adopción de ametralladoras generales del USMC y del Ejército de EE. UU., ya que el diseño del M240 ya estaba bien estandarizado dentro de las filas del Departamento de Defensa. Ambas ofertas están más enfocadas en operaciones especiales en el servicio de EE. UU.

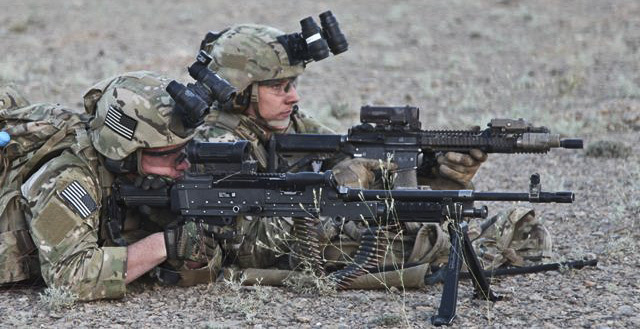
Operación en Muhammad Aghah con M240

El Barrett 240LWS cuenta con una culata extraíble y telescópica que tiene seis posiciones ajustables. Se diferencia de la culata del 240LW en que tiene la mitad de su tamaño y no tiene una carrillera de polímero. Hay dos varillas telescópicas que permiten que la culata se extienda a la posición deseada cuando se presiona desde la parte superior. Las varillas tienen muescas en ellas, que se bloquean en pestillos posicionales dentro de la parte trasera de la culata. El amortiguador hidráulico está encerrado permanentemente dentro de la culata y es necesario para reducir el retroceso del movimiento alternativo del grupo de pernos. Los primeros prototipos tenían enchufes de eslinga QD de acero en ambos lados de la culata, sin embargo, las versiones de producción actuales tendrán bucles de eslinga de acero sólido en cada lado. Esto es para aliviar cualquier daño que pueda ocurrirle a una eslinga que está montada en el casquillo QD y para reducir la cantidad de tensión que se sufre mientras se lleva la ametralladora. También cuenta con un riel Picatinny que es más largo en comparación con el riel Picatinny de las ametralladoras M240, donde se puede montar la mira trasera Barrett M107A1, junto con otras ópticas. El diseño de la bisagra de la cubierta de la bandeja de alimentación se modificó para que tenga forma de hexágono, lo que permite que la cubierta de la bandeja de alimentación pueda permanecer abierta en un ángulo de 45 grados con respecto al receptor mientras el ametrallador está cargando un cinturón. de municiones La bandeja de alimentación también se ha modificado, con dos dientes salientes cargados por resorte que pueden doblarse en la dirección del cinturón de municiones. Estos dientes permiten al operador colocar de forma segura un cinturón de municiones en la bandeja de alimentación mientras está en un ángulo vertical y evitar que el cinturón se salga mientras se cierra la tapa. Además, permiten que el operador pueda apretar la parte delantera de la correa en una cubierta cerrada porque los dientes solo se doblan en la dirección de la correa; el cinturón pasará sobre ellos, luego los dientes harán clic hacia arriba, bloqueando así el cinturón en su lugar. Otro clic hacia adelante y el cinturón de municiones estará en su lugar para disparar. Esto permite que el operador introduzca un cinturón de municiones en su 240LWS sin tener que exponer su posición o línea de visión al abrir la cubierta de la bandeja de alimentación. Además, permiten que el operador pueda apretar la parte delantera de la correa en una cubierta cerrada porque los dientes solo se doblan en la dirección de la correa; el cinturón pasará sobre ellos, luego los dientes harán clic hacia arriba, bloqueando así el cinturón en su lugar. Otro clic hacia adelante y el cinturón de municiones estará en su lugar para disparar. Esto permite que el operador introduzca un cinturón de municiones en su 240LWS sin tener que exponer su posición o línea de visión al abrir la cubierta de la bandeja de alimentación. Además, permiten que el operador pueda apretar la parte delantera de la correa en una cubierta cerrada porque los dientes solo se doblan en la dirección de la correa; el cinturón pasará sobre ellos, luego los dientes harán clic hacia arriba, bloqueando así el cinturón en su lugar. Otro clic hacia adelante y el cinturón de municiones estará en su lugar para disparar. Esto permite que el operador introduzca un cinturón de municiones en su 240LWS sin tener que exponer su posición o línea de visión al abrir la cubierta de la bandeja de alimentación.
La posición de la empuñadura de pistola y el grupo de control de disparo se ha rediseñado para hacer que el 240LWS sea aún más corto que el 240LW. Con esto, Barrett movió toda la empuñadura hacia adelante unas cuatro pulgadas, hasta donde la parte delantera del guardamonte está en ángulo recto con la ventana de expulsión. Al mover el grupo de control de fuego hacia adelante, la longitud total podría acortarse porque el ametrallador ya no necesita la culata tradicionalmente más larga para compensar la posición original del grupo de pistola, que está hacia la parte trasera del cajón de mecanismos. En lugar de que el operador use una soldadura lateral en la culata, el operador ahora puede apoyar su rostro contra el receptor real de la ametralladora; también le permite al operador tener un ajuste más cercano del arma. Pero para hacer esto, el cerrojo tuvo que ser modificado en consecuencia, porque el fiador ha sido movido de su ubicación original. Barrett tuvo que mover la posición del pestillo del fiador en el cerrojo más abajo en su longitud. El grupo de tornillos sigue siendo el mismo que el del diseño original de la M240, con la excepción de la posición del pestillo del fiador. Aunque mover la empuñadura hacia adelante eliminó la capacidad de conectar el LWS al adaptador de clavija estándar del montaje ligero en tierra M192 , Barrett puso a disposición como parte del sistema un nuevo adaptador de clavija ajustable que funciona con ambos fabricados por Military Systems Group. A partir de julio de 2017, aún no está claro si ese adaptador es compatible con el mecanismo transversal y de elevación (T&E) M192 o M122. Sin embargo, el principal uso previsto del LWS no es estar montado, sino ser parte de un pequeño equipo que necesita potencia de fuego adicional mientras patrulla a pie.
Todavía cuenta con un mango de cerrojo no alternativo, un cañón acanalado de desmontaje rápido y cuenta con una mira abatible rápida, un regulador de gas de tres posiciones similar al regulador de gas del M240G, un compensador de boca M240 estándar, un bípode de titanio de desmontaje rápido que tiene tres posiciones y un nuevo guardamanos rediseñado que ya no toca el tubo de gas, lo que minimiza la transferencia de calor al guardamanos. A diferencia de la solución actual de M240 de minimizar la transferencia de calor, Barrett usa un sistema de guardamanos flotante libre, donde atornillaron el guardamanos directamente al receptor de la ametralladora, en lugar de al conjunto del tubo de gas. El guardamanos también tiene secciones de riel Keymod en las posiciones de las 3, 6 y 9 en punto, con las secciones laterales separadas de la parte inferior por una superficie de agarre para el operador. 
En 2020, Geissele Automatics adquirió el diseño del 240LWS.
Especificaciones de la ametralladora mediana Barrett 240LWS de 7,62 mm: 
- Operación: Operado por gas (totalmente automático).
- Sistema de alimentación: Eslabón de desintegración estándar de la OTAN alimentado por correa.
- Longitud: 1.079,5 mm (42,5 pulgadas) con el cañón estándar y 977,9 mm (38,5 pulgadas) con el cañón corto.
- Longitud del cañón: cañón estándar de 582,6 mm (22,9 pulgadas) y cañón corto de 480,3 mm (18,9 pulgadas).
- Peso: 9,30 kg (20,5 lb) con el cañón estándar y 8,96 kg (19,75 lb) con el cañón corto, sin carga.
- Calibre: 7,62 mm (7,62 × 51 mm OTAN).
- Alcance efectivo: 1.200 metros.
- Quemado del trazador: 800–900 metros.
- Velocidad de disparo cíclica: 550–600 disparos por minuto.

## Usuarios
- Argentina[22]
- Colombia: Usados por la Infantería de Marina tanto por infantes a pie como por vehículos Humvee, el Ejército Nacional de Colombia también la usa.[23]
- Georgia : Edición estándar GPMG.[24]
- Indonesia : M240 (M240C/D) utilizado como cañón coaxial y montado en pivote en el tanque de batalla principal Leopard 2.[25][26][27]
- Irak
- Japón : variante coaxial M240C montada en el vehículo anfibio AAV-7A1utilizado por la Brigada Anfibia de Despliegue Rápido JGSDF .
- Polonia : en el tanque de batalla principal M1A2 Abrams
- Pakistán
- Mauricio
- Filipinas
- España : Utilizado en Boeing CH-47 Chinook del Ejército de Tierra Aeromóvil Español .[28]
- Siria : 2 fueron capturados por el ejército sirio .
- Suecia[29]
- Estados Unidos : estándar para todas las unidades del Ejército de EE. UU. , también utilizado por las Fuerzas de Seguridad de la Fuerza Aérea de EE. UU .
- Ucrania : número no especificado recibido durante la Invasión rusa de Ucrania (2022-presente).

### Usuarios no estatales
- Ejército Libre Sirio: Utilizado en sus técnicas .

## Galería

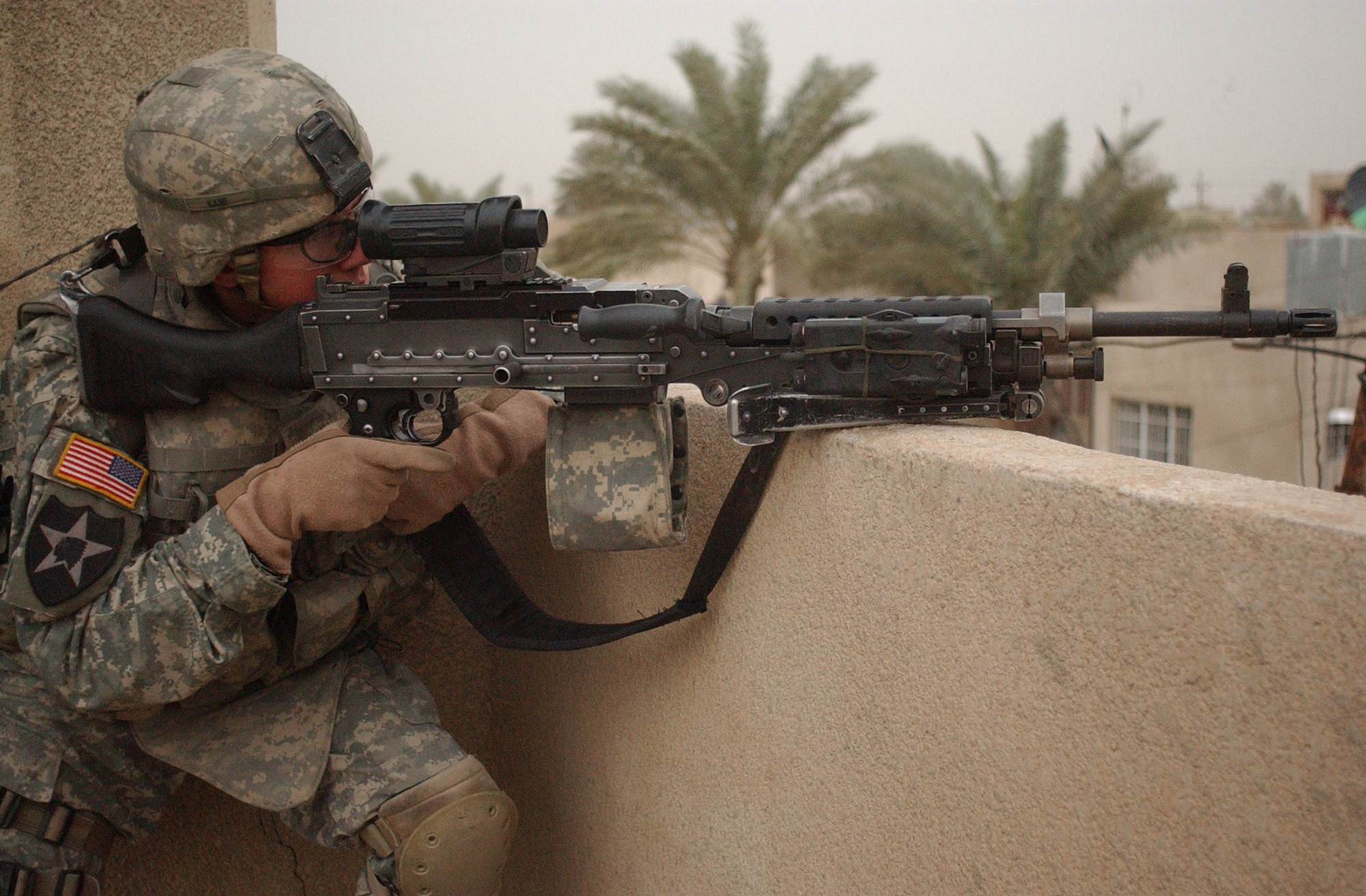
Un soldado de la 2.a División de Infantería de EE. UU  con un M240B con un M145 (ARD) y un AN / PEQ-2 adjuntos
Soldado de infantería estadounidense patrullando con el M240L
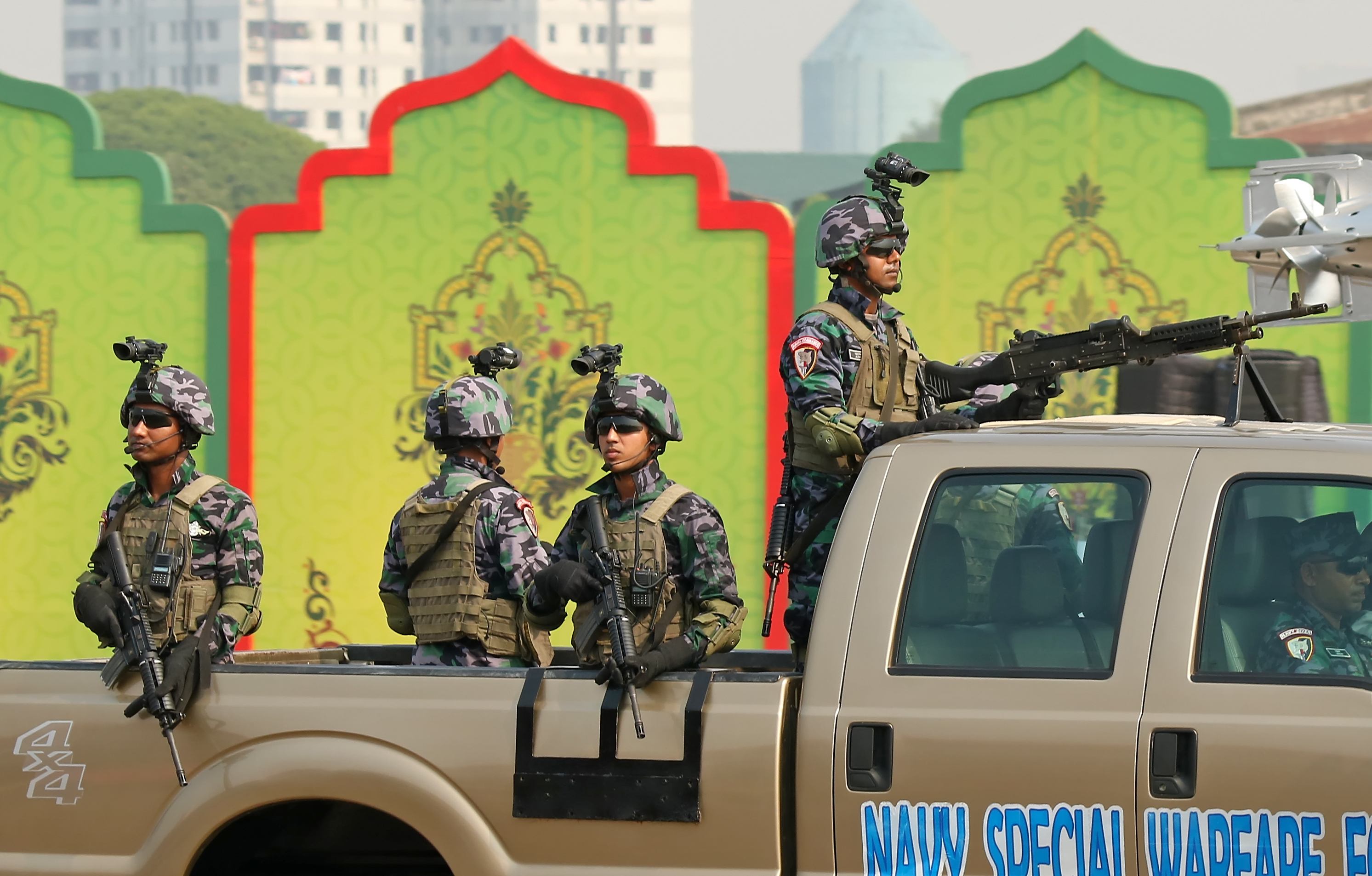
Operarios SWADS de la Armada de Bangladesh mostrando una carabina M4 y un M240B
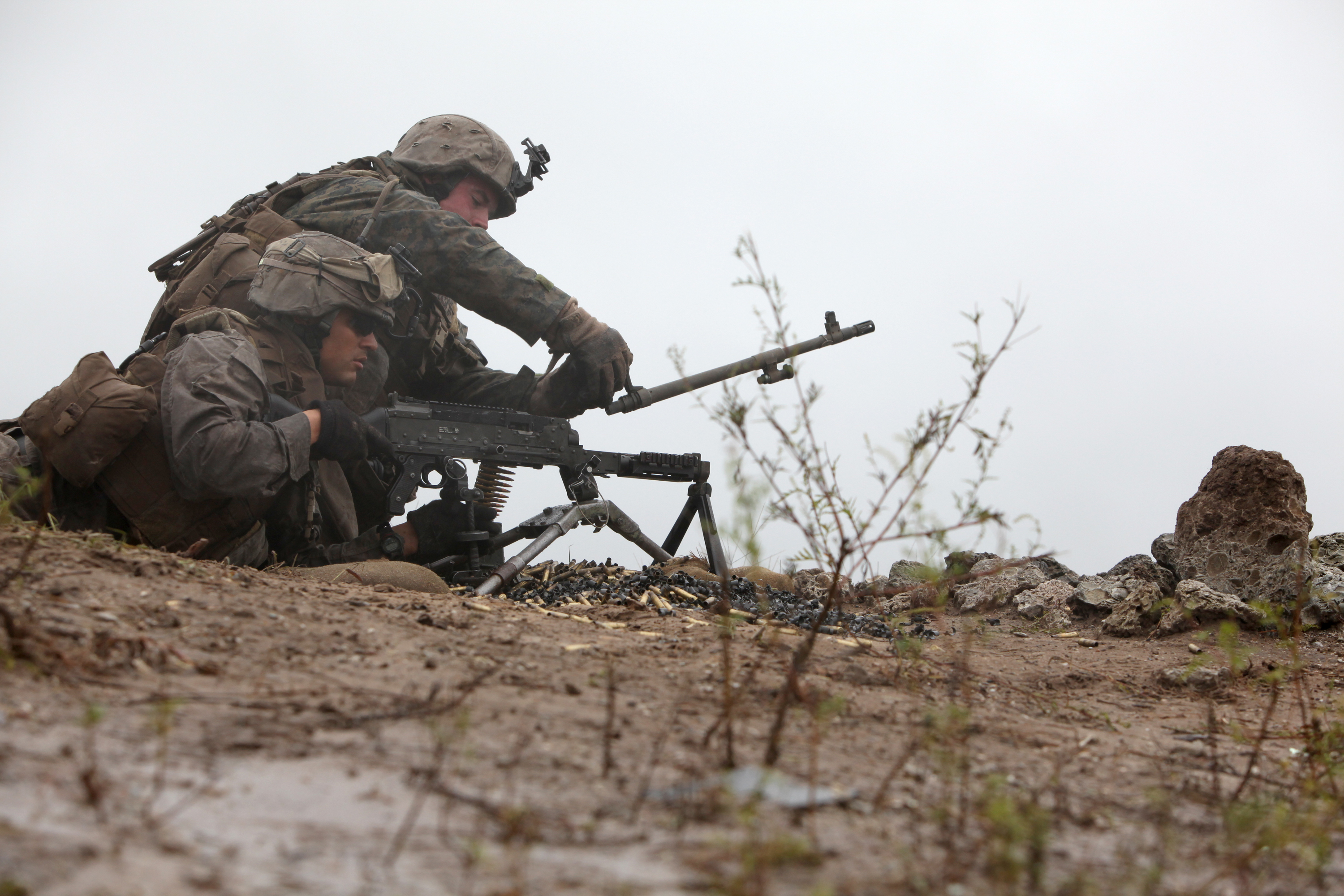
Un marine estadounidense cambiando el cañón del M240B
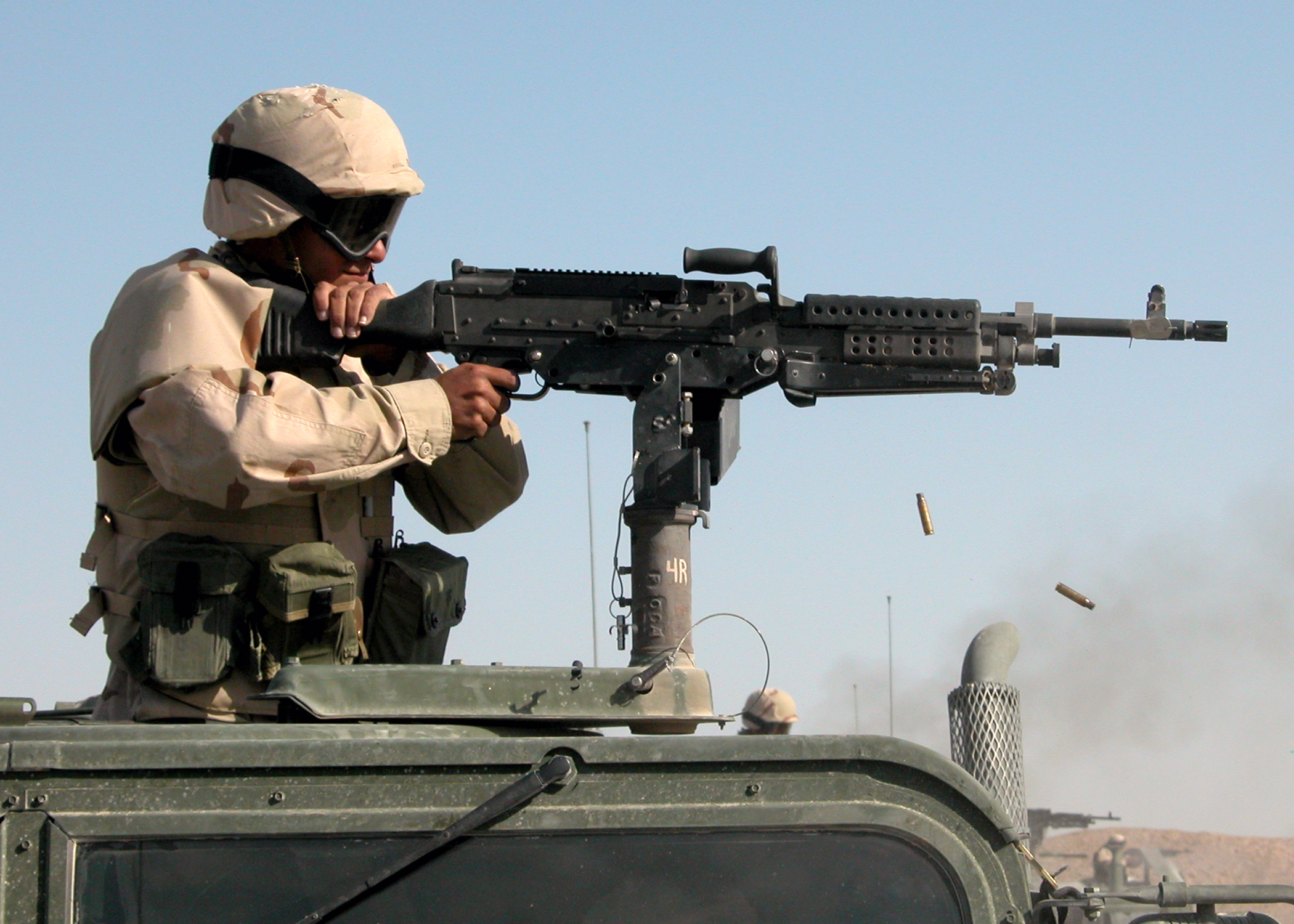
Un Seabee dispara un M240B montado encima de un Humvee
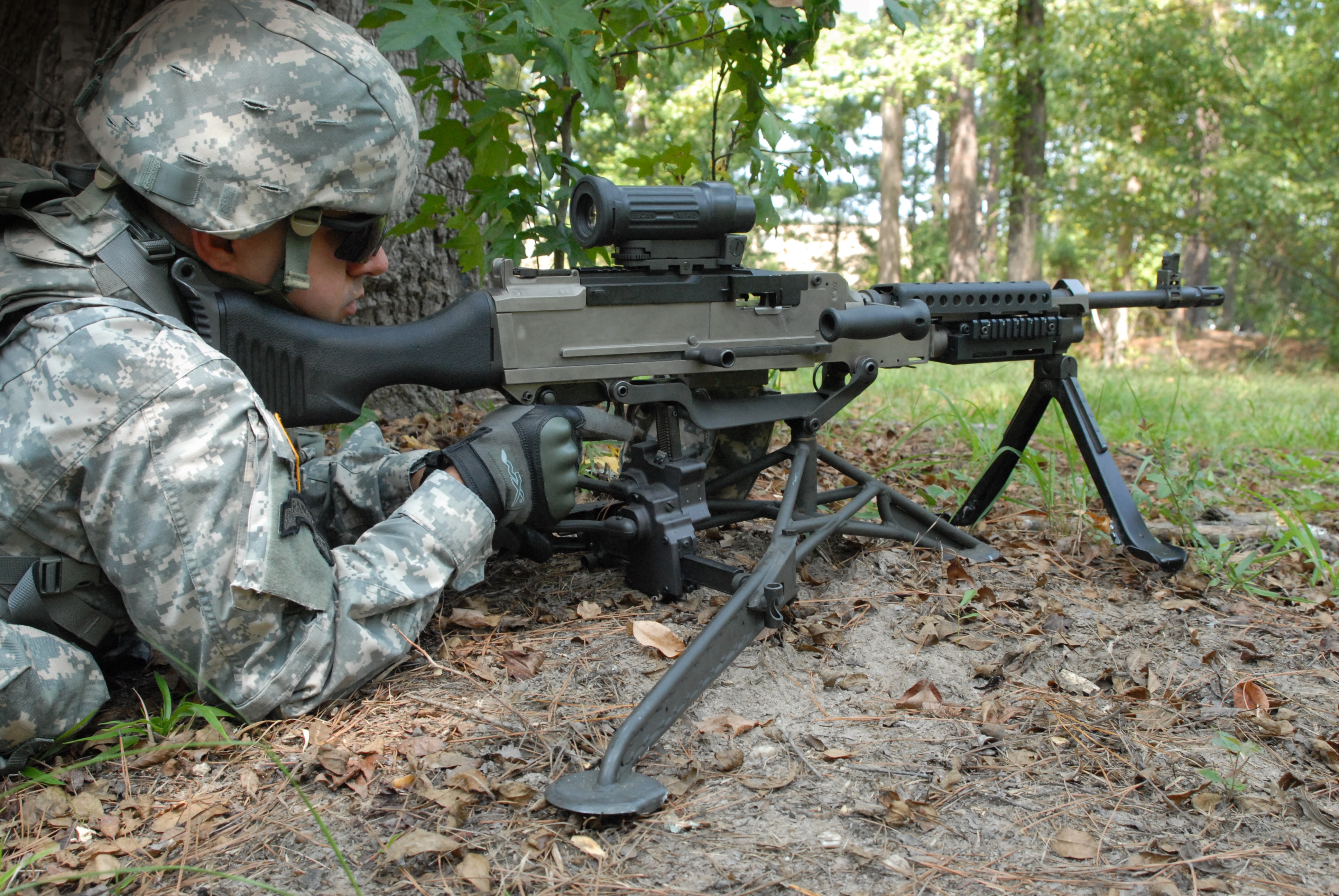
El M240L montado en el soporte de suelo ligero M192
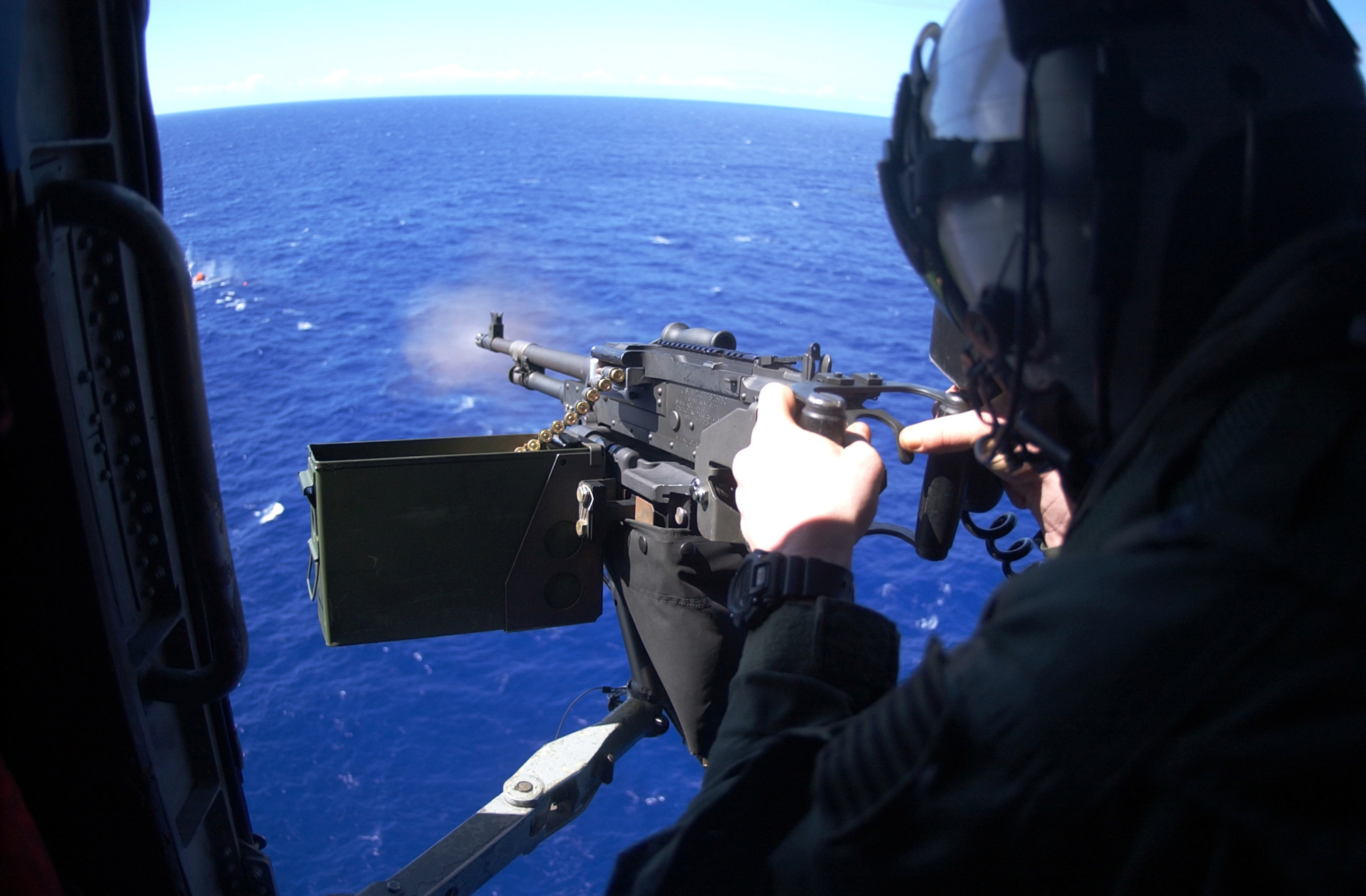
Se dispara una ametralladora M240D desde un SH-60F Sea Hawk
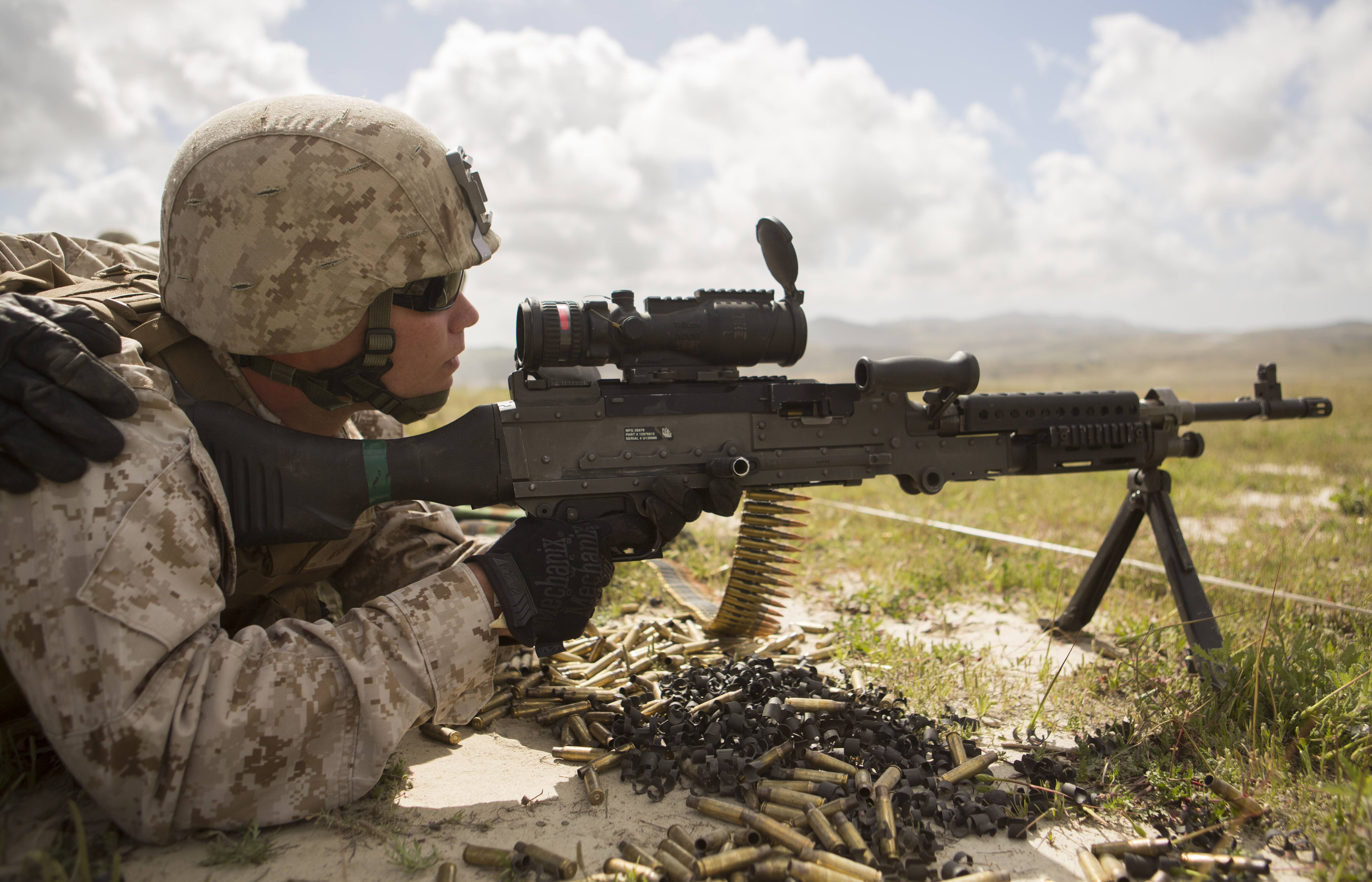
Policía militar dispara ametralladoras M240B
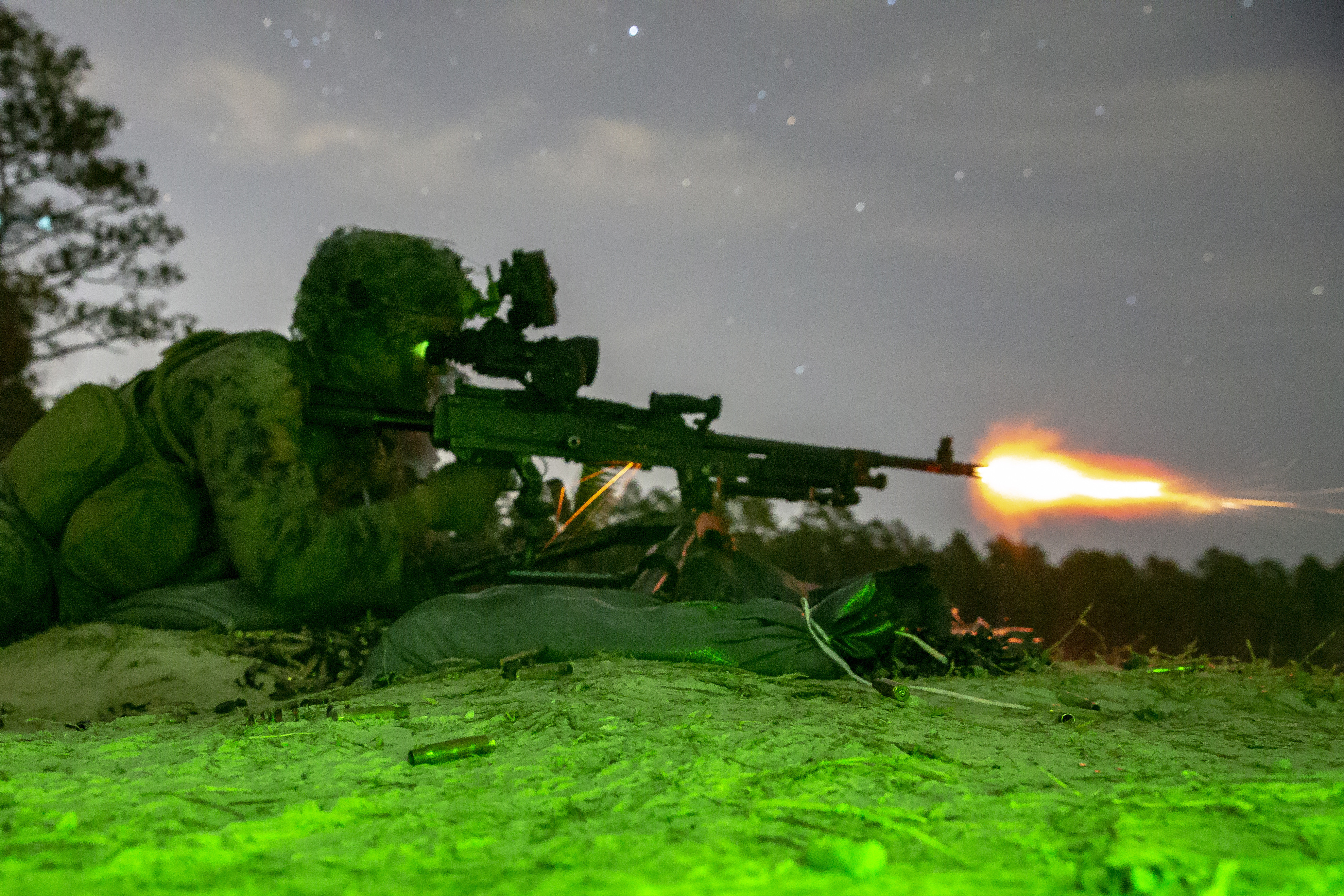
Disparo nocturno de ametralladora M240B

### Desarrollos relacionados
- FN MAG

### Armas similares
- Ametralladora M60
- RPK

### Listas relacionadas
- Anexo: Materiales del Ejército de Tierra de España